# Talange
Talange är en kommun i departementet Moselle i regionen Grand Est (tidigare regionen Lorraine) i nordöstra Frankrike. Kommunen ligger i kantonen Maizières-lès-Metz som tillhör arrondissementet Metz-Campagne. År 2022 hade Talange 8 044 invånare.

## Befolkningsutveckling
Antalet invånare i kommunen Talange
| Referens: INSEE |